# 山田敬男
山田 敬男（やまだ たかお、1945年 - ）は、日本の労働運動家、評論家、現代史家。
神奈川県愛甲郡出身。1968年早稲田大学文学部英文科中退。労働者教育協会副会長、会長。

## 著書
- 『戦後日本史』学習の友社 1979
- 『戦後疑獄史』新日本新書 1982
- 『現代日本と青年の未来』学習の友社 1988
- 『社会主義入門 自由で豊かな社会をめざして』学習の友社・シリーズ社会を科学する 1991
- 『私たちはどんな時代に生きてるか』学習の友社・シリーズ世界と日本21 2000
- 『社会運動再生への挑戦 歴史的せめぎあいの時代を生きる』学習の友社 2014
- 『戦後日本労働組合運動の歩み』学習の友社 2019

### 共編著
- 『社会発展史 世界と日本のあゆみ』犬丸義一共著 学習の友社 1977
- 『子ども・若もの「再発見」』三上満共著 東京民医連教育委員会編 同時代社 1990
- 『新社会発展史 世界と日本のあゆみ』犬丸義一共著 学習の友社 1993
- 『「日の丸・君が代」と「内心の自由」』堀尾輝久,右崎正博共著 新日本出版社 2000
- 『日本近現代史を問う』編著 学習の友社・シリーズ世界と日本21 2002
- 『軍事大国化と「構造改革」』石川康宏,牧野広義共著 学習の友社 2004
- 『世界、日本、そして憲法 私たちはどんな時代に生き、学ぶのか』不破哲三共著 学習の友ブックレット 2006
- 『戦後社会運動史論 1950年代を中心に』広川禎秀共編 大月書店 2006
- 『日本近現代史を読む』大日方純夫,山田朗,吉田裕共著 宮地正人監修 新日本出版社 2010
- 『戦後社会運動史論 2 (高度成長期を中心に)』広川禎秀共編 大月書店 2012
- 『戦後社会運動史論3（軍事大国化と新自由主義時代の社会運動）』広川禎秀共編 大月書店 2018

## 論文
- Cinii